# Manati (Leotala)
Manati ist eine osttimoresische Aldeia im Suco Leotala (Verwaltungsamt Liquiçá, Gemeinde Liquiçá). 2015 lebten in der Aldeia 337 Menschen.

## Geographie und Einrichtungen
Manati liegt im Süden des Sucos Leotala. Nordöstlich liegen die Aldeias Hatumasi und Tolema, nördlich die Aldeia Caimegoluli und westlich die Aldeia Lepa. Im Osten grenzt Manati an den Suco Açumanu und im Süden an das zur Gemeinde Ermera gehörende Verwaltungsamt Hatulia B mit seinem Suco Urahou. Die Grenze zu Açumanu bildet der Curiho (Caicabaisala), zu Lepa der Manobira. Beide Flüsse münden in den Gleno, der der Grenze zu Ermera folgt. Die Flüsse gehören zum System des Lóis.
Der Ort Hatumasi reicht von der gleichnamigen Aldeia in den Osten von Manati. Hier befindet sich das Hospital Leotala. Im Nordwesten liegt der Ort Manati, mit dem Sitz des Sucos Leotala.

## Politik
2023 wurde Alexandre da Silva zum Chefe de Aldeia gewählt.